# Llista de personatges de Golden Sun

Els personatges Hans, Garet, Iván i Mia, protagonistes del primer Golden Sun.

En la saga de videojocs Golden Sun sèries de Camelot Software Planning, que de moment disposa de dos entregues, Golden Sun, i Golden Sun: The Lost Age, té multituds de personatges ficticis. Golden Sun sèries disposa d'un curiosos usuaris de màgia anomenats Adepte, que dominen i perfeccionen els elements de la naturalesa: Terra (Venus), Foc (Mart), Aire (Júpiter), Aigua (Mercuri). Aquesta misteriosa energia que controlen els adeptes s'anomena Psínergia. No tots el personatges de Golden Sun controlen la Psínergia, però quasi tots els protagonistes, antagonistes i personatges secundaris la dominen.

## Personatges controlables

### Hans
Hans (ロビン Robin) és el jove protagonista principal de Golden Sun, i probablement de la saga entera. Hans és un adepte de Venus, l'element Terra i té 17 anys. Hans era un nen en la seva introducció en la saga i fou víctima de la mort del seu pare, Frank, i dels seus amics en una nit de tempesta, de manera que la seva infància fou traumàtica. També de molt petit fou apallissat juntament amb el seu millor amic Garet per dos misteriosos guerrers anomenats Saturos i Menardi, que eren els causants de la intrusió a la seva terra sagrada de Tale i del Mont Aleph i, per tant, els causants de la tempesta i de la mort del seu pare. Tres anys després juntament amb Garet i Nadia aprèn a dominar una energia molt talentosa que el servirà més endavant per les seves aventures: la Psínergia, això significava que són adeptes.
Hans, Garet i Nadia anaven a veure a Kraden, el mestre erudit del poble, però en el seu camí es trobaren als misteriosos Saturos i Menardi. Quan Hans i els altres s'ho explicaren Kraden que sospitaven que estaven penetra’n de nou al Temple Sonne de nou, Kraden, juntament amb Hans i els joves es disposaren a trobar junts en el temple les Estrelles Elementals,per i així, a paraules de l'erudit evitar la catàstrofe imminent. Quan arribaren al cor del Temple, Hans activa un mecanisme que li va permetre juntament amb els seus amics arribar a la Cambra de les Estrelles Elementals, la mateixa font de l'Alquímia en estat pur.
Hans, juntament amb Garet, a petició de Kraden, agafar les estrelles, però quan agafà tres d'elles, Saturos i el seu grup aparegué. Entre ells estaven Fèlix, el seu amic d'infància que donaren per mort. Saturos demanar que agafés l'última estrella i les donés al seu company Àlex, un jove adepte de Mercuri aliat de Saturos i Menardi; sinó de lo contrari Kraden sortiria mal parat. Hans li entrega tres de les estrelles, però quan varà agafar l'última vara iniciar una erupció volcànica al Mont Aleph. Saturos i el seu grup varen fugir amb l'esperança que Hans sobrevisques per tal de rescatar a Nadia i a Kadren i arravatar-li l'última estrella.
Hans juntament amb Garet foren salvats per El Savi, guardià de l'Alquímia, i aquest li encomana la missió de derrotar a Saturos i recuperar les estrelles. En mans de Hans estava el destí del món Weyard. Hans, es disposà complir el seu deure i destí. Hans i Garet viatjaren i feren nous aliats com Iván, adepte Júpiter i Mia, adepte de Mercuri. Junts es disposaren a detenir a Saturos i Menardi i salvar el món. Hans i els seus amics derrotaren a Saturos en el Far de Mercuri, però Saturos no morí, i fou rescatat per Àlex. Hans no va poder evitar que el malvat Saturos encengués el primer far. De nou, Hans seguí els seus passos pel continent d’Angara i Gondowan per vèncer Saturos i Menardi, recuperar les estrelles, i salvar als seus amics; entre ells Sole una jove adepta de Júpiter que Saturos havia segrestat. Quan arribaren al Far de Venus, i al final, Hans i els seus companys aconseguiren derrotar i matar a Saturos i Menardi d'una vegada per totes. Tanmateix, no aconseguiren que les malvats encegaren el far. Però lo que Hans no s'esperava és que Fèlix continués amb la recerca dels fars restants per destruir el món. Hans no ho comprengué i decidir que també derrotaria Fèlix. Al final Fèlix i Sole escapen – tot i que Hans es pensa en un moment que moren –i aquí es començarà la persecussió per derrotar a Fèlix i Àlex, recuperar les estrelles i els seus amics.
En Golden Sun: The Lost Age, Hans ja no el protagonista del joc, tot i que continua sent el personatge universal de la saga, així com l'heroi d'aquesta. Hans aparegué en la seva introducció en el joc en el Far de Júpiter, en el brutal i mortal combat contra Karst i Agatio, membres del Clan Mart del Nord que volen venjar-se de la mort de Saturos i Menardi. Hans i el seu grup cauen en la trampa que Karst els involucra, i Garet i Mia estan a punt caure a l'abisme, un intentant ajudar-se a l'altre. Hans i Iván lluiten contra les fabuloses habilitats de Karst i Agatio, però perden perquè Hans en un intent de protegir a Iván, cau en batalla, i just en el moment cau Iván després de lluitar individualment. Fèlix, en veure's compromès en ajudar a Hans després que aquest agüés fet tant per ell inclòs sent enemics, l'ajuda.
Després que Felix encengués el far i derrotés a Karst i Agatio, Hans es cura gràcies a l'ajuda de Nadia i Mia i els altres i fou on es troba Fèlix després d'haver derrotat als malvats, però aquests s'escaparen amb l'ajuda d'Àlex. Hans i Fèlix es reuneixen per saber per què Fèlix volia encendre els fars, i perquè s'havien aliat amb Saturos i Menardi. Félix li digué que no tenia opció, ja que ell només volia que el món fos salvat i que els seus pares foren alliberats del Clan Mart del Foc. Si el segell de l'Alquímia no era destruït, el món corria un perill.
Així, Hans s'alia amb Félix i junts foren a Prox, habitatge dels guerres de Mart, com ara el del moribund Saturos i d'Agatio. Allí, foren a encendre l'últim far, el Far de Mart, però El Savi no els ficà tan fàcil. Per trencar el setge de l'Alquímia abans havien de superar la prova final i saber el perill que comporta fer-ho, perquè Àlex, el ‘‘presumpte’’ aliat de Saturos, només els havia utilitzat a tots, ja que ell esperava el moment just per obtindré l'Alquímia una vegada s'enceguessin els quatre fars. Hans no li importa això, i juntament amb Fèlix combatí al malvat Drac Mortal, prova final de El Savi. Hans juntament amb els altres el derrota, però en veritat el drac eren el pare de Hans, Frank, i els pares de Fèlix i Nadia, qui El Savi els havia usat per fer una paradoxa emocional en les seves vides.
Però gràcies a El Savi i en encendre el Far de Mart, els seus pares es recuperaren. I a més, Àlex no obtenir l'Alquímia, només una petita porció; qui la va obtenir fou Hans perquè gràcies la intervenció de El Savi, causi tota l'energia del Sol Daurat es mantingué en l’Estrella de Mart i aquesta passa a Hans. Així els plans d'Àlex foren truncats i Hans obtenir el Sol Daurat. Junts els nostres herois guiats per Hans i Fèlix foren a casa Tale, i allí es reuniren amb la família.
Hans apareix a Super Smash Bros. Brawl com ajudant (Trophy Assistent). Utilitzant la seva Psínergia, concretament la seva tècnica més corrent de totes, l'habilitat Moure, Hans empeny tot l'adversari que té en ambdós bàndols per fer-los caure fora del camp de batalla. És sens dubte un dels ajudants més poderosos i bastes que hi ha en el joc de lluita.

### Garet
Garet (ジェラルド Jerarudo) és un jove adepte de 17 anys de Foc, de Mart, procedent de Tale. És el millor amic d'infància d'en Hans. Garet varà ser brutalment apallissat per Saturos i Menardi junt amb Hans quan era petit. Anys més tard es convertí en adepte de foc. Seguir a Hans i a Kraden per detenir la conspiració de Saturos durant la recerca de les Estrelles Elementals en d'infiltració del Temple Sonne, en el Mont Aleph. Junts Garet i Hans agaren les Estrelles, però de res el servir, perquè Saturos l'hi prengué per la força. Dits fets, Saturos escapa amb Kraden i Nadia d'ostatges, i Garet i Hans són rescatats per El Savi.
Junts, Garet i Hans, per les ordres de El Savi, s'atendran en una meravellosa aventura repleta de misteris, màgia, i aventura. Però no tindran temps gaudir-la, car el malvat Saturos planeja encendre els Fars Elementals i retornar l'Alquímia al Weyard. Junts, Garet i Hans es troben amb poderosos aliats i amics – Iván i Mia – per combatre els malvats Saturos i Menardi, recuperar les estrelles, i salvar als seus amics presos pel grup d'en Saturos. Jas el
 aconseguiren derrotar individualment en el Far de Mercuri, però Saturos sobrevisqué; tot i així el far fou encès.
Més tard del joc, en el desenllaç d'aquest, Garet junt amb Hans i el seu equip, aconsegueixen arribar al últim combat contra Saturos i Menardi, en el Far de Venus i junts els derroten. Però malauradament el segon far és també encès. També encara que la història de Saturos s'haguí acabat, Félix, un amic d'infància seva traïdor i aliat de Saturos, continuara amb la missió d'aquest, en la d'incomprensió de Garet, Hans i els altres. Ara el seu enemic és en Félix.

### Iván
Iván (イワン Iwan) és un jove de 15 anys, i és un adepte de Júpiter, de l'element Vent. En Golden Sun, no se sap el veritable passat d'Iván, l'únic que sap que varà ser criat per Lord Hammet, un mercader de gran prestigi en Weyard, sobretot en el continent d’Angara i fundador de la gran ciutat comercial més important del món, Kalay. Iván és el seu deixeble. Durant la seva introducció, Iván és cèlebre en poders Psínergetics com ara poder llegir la ment de les persones que toca o que està prop d'elles.
Al principi de dita introducció a Iván li roben el Bastó Xaman, que més tard serà de gran ajuda per la missió, però el recupera amb l'ajuda de Hans i Garet. Més tard s'adona de la missió d'aquests dos i decideix a unir-se a la causa de la seva missió. Iván més tard, juntament amb Hans salva a Hammet del segrestador i lladre Dodonpa, un malvat. Quan el salven Hammet li entregà el Bastó Xaman i li demana que durant les seves aventures viatgí a Hesperia, un altre continent. Iván té la missió de derrotar a Saturos i Menardi, juntament amb el seu líder i amic, Hans, i els seus dos companys Garet i Mia.

### Mia
Mia (メアリィ Mearī) és una jove adepte de Mercuri, de l'element Aigua, i té una edat de 17 anys. Mia en els fets del joc, era l'adepta i anciana més poderosa del Clan Mercuri de l'Aigua de Ímil – clar estar fins que va aparèixer Àlex amb els seus nous poders guanyats sent aliat de Saturos –i l'anciana més prodigiosa d'aquest. Els seus poders curatius són molt útils per la gent del Clan Mercuri que està sempre amb febres i altres malalties provocades per les baixes temperatures de Ímil. Les seves relacions amb el misteriós Àlex no se saben ben clar en Golden Sun, l'únic que se sap és que eren del mateix poble.
Mia era la guardiana del poble i del Far de Mercuri, fins que un dia Saturos guiat per Àlex, irromperen en el far amb la intenció d'encendre'l. Mia fou ràpidament al far per impedir-lo i s'alia en el camí amb Hans per combatre a Saturos i Menardi. Però fou massa tard, i Saturos encengué el far amb l’Estrella Mercuri. Mia decidí unir-se al grup de Hans per intentar detenir a Saturos, salvar el món, i rescatar als amics de Hans de les urpes de Saturos i Menardi.

## Antagonistes

### Saturos i Menardi
Saturos i Menardi (テュロス Satyurosu i メナーディ Menādi) són els principals antagonistes de Golden Sun i els seus enemics finals més representatius. També són juntament amb Àlex, els antagonistes més durares de la saga. Saturos i Menardi són membres del Clan Mart del Foc de Prox, una tribu de guerrers molt poderosos que controlen el foc. Són adeptes de foc, evidentment tal com el seu clan indica. Saturos i Menardi són els causants de les desgràcies que pateixen tots els personatges durant el primer joc. Cal destacar que no se sap quines són les seves intencions i el perquè volen encendre els Fars Elementals. Van ser ells qui mataren al pare de Hans en un accident sense voler, provocant una tempesta al pròleg del joc, intentant arribar al cor del Temple Sonne.
Saturos i Menardi busquen alliberar l'Alquímia per motius desconeguts, tal com s'ha indicat més amunt. Durant els fets del joc, i tres anys després de la pallissa que li donaren a Hans, Saturos i Menardi segueren a aquest a la Cambra de les Estrelles Elementals i les robaren i segrestaren a Nadia i a Kraden. Més tard del joc Hans i els seus amics lluiten contra Saturos individualment en el Far de Mercuri, on el guanyen, però només perquè el far de l'aigua debilità els seus poders del foc. Saturos escapa amb l'ajuda d'Àlex.
Al clímax del joc, Saturos i Menardi disputen el seu últim combat contra Hans en el Far de Venus. Abans de morir a les seves mans i fallar en la seva missió, van preferir convertir-se en Drac Fusió i acabar amb Hans i els seus aliats. Però, Hans aconseguir derrotar el drac i acabar a Saturos i Menardi per sempre més. Saturos i Menardi, perderen acabaren morint caient a l'abisme del far.
En Golden Sun: The Lost Age, Saturos i Menardi no apareixen, ja que varen ser morts en el llibre primer de Golden Sun, però se’ls menciona durant moltes parts del joc. Per fi, en aquesta segona entrega, se saben les seves intencions; ells volien encendre els Fars Elementals per salvar el seu poble, Prox, la seva gent i al món sencer. També se sap que només varen ser uns mers instruments i que van ser utilitzats per Àlex, sense que ells ho sàpiguessin, ja que presumiblement, Saturos i Menardi eren més forts i poderosos que Àlex.
La seva mort vara ser tràgica i innecessària, perquè si potser de bon començament li hagués explicat la seva missió a Hans potser no haguessin hagut de morir, és a més, potser Hans s'hagués unit al grup de Saturos per salvar el món. La mort de Saturos i Menardi també se la varen buscar per fer-se els gallets en comptes d'explicar-li la seva situació a Tale. Dit i fet, cal destacar, que Saturos i Menardi eren els guerres més forts del seu poble i, per tant, eren uns herois tràgics amb un destí ben magre i inoportú, perquè eren uns herois que buscaven la salvació del món de Weyard, i no eren malvats.

### Àlex
Àlex (アレクス Arekusu) és un antagonista secundari que ajuda a Saturos i Menardi a encendre els Fars Elementals. És un jove misteriós d'edat desconeguda i de passat desconegut. L'únic que se sap del seu passat és que formava part del Clan Mercuri de l'Aigua, juntament amb Mia, i era un dels seus ancians i adeptes més poderosos i emblemàtics. No se sap en quin moment, Àlex vara aprendre el moviment i la tècnica de teletransport, l'únic que se sap és que les domina i les utilitza diverses vegades al joc. La seva introducció fou a la Cambra de les Estrelles Elementals, on comença de debò els fets de la trma del argument.
En algun moment determinat de la història, Àlex, per motius desconeguts, s'alia amb Saturos i Menardi per tornar l'Alquímia al món de Yeyard. Àlex mai a combati directament amb Hans mai del transcurs del joc, però si que li a fet la vida impossible; com ara en el Far del Mercuri, quant Hans derrota a Saturos i aquest no podia aixecar-se degut al poder del far que contrarestava els seus poders de foc, i Àlex aparegué per endur-se’l i curar-lo. Al final del joc, Àlex en la península d'Idejima descobreix a Fèlix i a Sole caiguts del Far de Venus.

### Karst i Agatio
Karst i Agatio (カースト Kāsuto iアガティオ Agatio) són els antagonistes i enemics finals més representatius de Golden Sun: The Lost Age, i són els més pocs durables en la saga. Són membres del Clan Mart del Foc, i són els guerres més poderosos després de Saturos i Menardi. Tenen la missió d'encendre el fars elementals per salvar el seu poble, Prox, d'una destrucció imminent. Karst és la germana menor de Menardi, i Agatio és el millor amic de Saturos. Junts, a part de complir la seva missió i d'afanyar al grup d'en Félix a encendre els fars, és venjar-se de la mort de Saturos i Menardi i matar aquell que va gosar fer-ho, Hans.
L'aparició de Karst és en Madra, on s'ha s'aventa de la mort de Saturos i Menardi. La de Agatio és en Champa on juntament li expliquen de la seva aliança amb Àlex. Després aparegueren junts de nou en el Far de Júpiter on prepararen la seva sinistra trampa per a Hans i el seu grup. Varen fer que Garet i Mia estiguessin a punt de caure en l'abisme del far i matar-los. Separat el grup tal com havia planejat Karst, era hora de venjar-se'n d'en Hans. Lluitaren contra aquest i contra Iván individualment de la resta dels dosi els guanyaren fent trampes i jocs bruts, com araa atacar a Hans mentre estava defensant a Iván. Karst li roba l’Estrella de Mart a Hans. Més tard Félix acudir per rescatar-los i convèncer el parell que deixessin a Hans.
Karst i Agatio foren al cim del far per esperar que Félix complís part del seu deure, i encengués el far. Quan l'encegaren, Karst i Agatio va atacar a Félix i Piers, però Nadia i Sole acudiren per ajudar-los. Junts el guanyaren, després d'una ferotge batalla en el cim del far. Àlex, el seu aliat, els cura, i junts escaparen del far. Més tard, en el Far de Mart, El Savi transformà a Karst i Agatio en dos dracs per combatre a Félix i Hans. Quan perderen, Karst i Agatio no pogueren suportar les seves ferides i abans de morir, demanaren si us plau a Félix que salvaren el món. Així, Agatio i Karst moriren. En el moment de demanar clemència a Hans i Félix, es fa la conclusió que igual que Saturos i Menardi, Karst i Agatio no eren malvats.